# Chrysosoma daveyi
Chrysosoma daveyi är en tvåvingeart som beskrevs av Octave Parent 1939. Chrysosoma daveyi ingår i släktet Chrysosoma och familjen styltflugor.
Artens utbredningsområde är Malawi. Inga underarter finns listade i Catalogue of Life.